# Hørsholms kommun
Hørsholms kommun (danska: Hørsholm Kommune) är en kommun i Region Hovedstaden i Danmark. Kommunen har 24 917 invånare (2021) invånare och en yta på 31,38 km². Kommunens huvudort är Hørsholm. Tätorten Hørsholm (47 489 invånare (2018)) innefattar bland annat Rungsted och sträcker sig även in i Fredensborgs kommun och Rudersdals kommun.

## Vänorter
- Leksand, Sverige